# Bruce Tasker
Bruce Jarrod Tasker (ur. 2 września 1987 w Lawrenny) – brytyjski bobsleista, brązowy medalista olimpijski.
W 2014 roku wystąpił na igrzyskach olimpijskich w Soczi, gdzie wspólnie z Johnem Jamesem Jacksonem, Stuartem Bensonem i Joelem Fearonem wywalczył brązowy medal w czwórkach. Pierwotnie Brytyjczycy zajęli piąte miejsce, jednak po dyskwalifikacji dwóch drużyn rosyjskich w 2017 roku przyznano im brązowe medale. W tym samym roku Brytyjczycy w tym składzie zdobyli też srebrny medal na mistrzostwach Europy w Königsee.
W październiku 2018 roku zakończył karierę.